# Výchova dívek v Čechách
Výchova dívek v Čechách je román Michala Viewegha z roku 1994 o učiteli, který doučuje v tvůrčím psaní dceru zbohatlíka a záhy se do ní zamiluje. V roce 1997 vznikla stejnojmenná filmová adaptace. Časopis A2 zařadil tuto knihu v roce 2020 do českého literárního kánonu po roce 1989, tedy do výběru nejdůležitějších českých knih v období třiceti let od sametové revoluce.
Román je odlehčeně psaný milostný příběh s tragickým koncem. Autor v roli učitele na základní škole dochází za mladou Beátou trpící depresemi, do které se zamiluje a s níž udržuje nemanželský poměr. Po rozchodu obou hlavních postav Beáta hledá sama sebe a ač napovrchu vyrovnaná, dotlačí jí deprese nakonec k sebevraždě. Kromě vztahu s Beátou dává autor nahlédnout i do prostředí českého školství plného absurdit a humorných situací (ředitel v uniformě americké armády, pravidelné výchovné koncerty, proslov žáka Doubka na konci školního roku, narozeninový večírek školníka Nedělníčka atd.). Text obsahuje množství odkazů na dobové filmy, písně či politiky. Celkově se autor v románu „odkazuje [...] na mediální realitu počátku devadesátých let“ — Hana Blažková  .
Hlavní dějová linka je protkána autorovými komentáři, které se nevztahují přímo k samotnému ději románu, ale k okolnostem jeho vzniku. ― „Komunikativnost textu [...] zvyšuje bezprostřední interakce s mimoliterární skutečností (autor prostřednictvím vypravěče reaguje na kritiku svých předchozích děl, oslovuje autory recenzí a umisťuje je jako postavy do příběhu apod.).“ — Slovník české literatury  . Text je hojně prokládán citáty českých i světových spisovatelů a spisovatelek. Velmi často je užíváno kurzivy, viz ukázky níže.

## Děj
Autor knihy, vypravěč a hlavní postava románu v jedné osobě pracuje jako učitel základní školy na Zbraslavi na jižním konci Prahy, který současně zkouší prorazit jako spisovatel. Jednoho červnového dne roku 1992 obdrží bílou obálku od místního bosse Denise Krále s nabídkou dobře placené práce. Kvůli skrovnému učitelskému platu autor na nabídku přistoupí a na první schůzce mu Král vysvětlí, že chce pro svou starší dceru Beátu zařídit kurz tvůrčího psaní. Autor má ke Královým docházet odpoledne od pondělí do čtvrtka, vždy na dvě hodiny. Záhy se ukáže, že to nebude tak lehké, protože dvacetiletá Beáta těžce prožívá rozchod s bývalým přítelem. Za celé dvě hodiny Beáta na autora promluví jen jednu úsečnou větu a ani další dny se na tomto stavu moc nezlepší. Mnohem lépe si autor rozumí s Beátinou mladší sestrou Agátou, která dochází do téže školy, kde autor učí.
Co autor považuje za neúspěch je však rodiči Beáty přijato s nadšením a Král přisadí tučnou prémii. Nedlouho poté před domem, kde autor s manželkou a devítiletou dcerou bydlí,  zastaví uprostřed noci auto a Denis Král vezme autora na tajný výlet. Ukáže se, že cílem cesty je Denisův nevěstinec v Záběhlicích, kde Beátin expřítel působí jako gigolo. Silně opilý autor se vrací domů až nad ránem, aby se za pár hodin vydal do školy na vyučování. Jeho kolegové projeví vysokou míru porozumění a díky jejich dobře míněným radám proběhne den bez větších obtíží. Jde-li o sezení u Králových, tak je již zřejmé, že o kurz psaní vůbec nejde a že autor má za úkol vyvést Beátu z jejích depresí.
Po skončení školního roku se autor s rodinou vydává na dovolenou do Chorvatska. Vrací se však předčasně do Prahy, když za ním přijede Králův bodyguard, který se autorově manželce vymluví na velice naléhavou záležitost a nabídne finanční kompenzaci. Onou naléhavou záležitostí je pouze dřívější návrat Králových z jejich dovolené. Na Beátě lze pozorovat ohromnou změnu. S autorem přátelsky komunikuje, zajímá se o jeho zážitky z dovolené a navíc se rozhodne pro radikální přestavbu svého pokoje. Následující dny pak autor tráví s Beátou návštěvami různých obchodů s nábytkem a doplňky, během nichž se oba dva sblíží. V den návratu manželky a dcery z dovolené autor obě dopoledne přivítá a odpoledne zajde za Beátou, aby dokončili zařízení jejího pokoje, který byl mezitím vybaven novými střešními okny. Zbývá koupit postel. Tu si nakonec Beáta vybere v obchodním domě Kotva a v témže domě v oddělení pánské módy se s autorem v převlékací kabince vyspí.
Od té doby udržuje autor s Beátou tajný poměr. Královi to nakonec vytuší a Denis autora propouští. Aby se mohli stále vídat, souhlasí Beáta s autorovým návrhem a začne učit na jeho základní škole. Beáta povolání učitelky vezme zodpovědně, nelibě však nese, že příležitostí, jak s autorem trávit společné chvíle beze strachu z prozrazení, je čím dál méně. Nakonec Beáta vztah ukončí a začne chodit s Američanem Stevem, který podobně jako ona učí angličtinu. Autor si jistým způsobem řeší ukřivděnost tím, že do Playboye napíše povídku Intelektuálka, jejíž plný text je vložen do textu románu, v níž popisuje úpadek svého přítele z vojny Oskara, který se zamiloval do mladé krásné nekompromisní intelektuálky podobné Beátě.
Autorovi je nabídnuta pozice redaktora v nakladatelství Český spisovatel a tak odchází ze školy. Později se dozvídá, že Beáta začala chodit s jakýmsi Jakubem z hnutí Duha, pro které začala i pracovat. Účastní se demonstrací za práva zvířat, z její plánované svatby s Jakubem ale nakonec sejde. V červenci roku 1993 dostane autor od Krále opět jeden dopis, kde ho zve k návštěvě a obnovení kurzů s Beátou. Ta se v rámci hledání sebe sama přidala k Jehovistům. Autora u Králových přivítá Beátin prosluněný pestrobarevný pokoj a Beáta samotná působí vyrovnaným dojmem. Hovoří o Ježíši, autorovi nabídne koláč a uvaří kávu. Oba stráví večer diskuzemi na různá témata a v přátelském duchu se loučí.
Autor se o Beátině sebevraždě dozví z dopisu, který najde ve schránce po návratu z návštěvy Dánska. Beáta neustála své deprese a v plné rychlosti narazila se svým autem do betonového mostu na kraji Zbraslavi. Román končí pasáží, která čtenáře záměrně uvede v pochyby, zda se místo autobiografie nejedná jen o smyšlený příběh.

## Ukázky
Zpočátku Beáta autora zcela ignoruje:
Pokračovat nemělo smysl. Kdykoli se natáhla pro láhev, prostěradlo z ní padalo. Nakonec už se ani neobtěžovala znovu se přikrývat, což ovšem nebyla žádná koketerie, nýbrž (podobně jako v případě jejích mastných, rozcuchaných vlasů) vědomá, demonstrativní lhostejnost. Všechny pozice, které na posteli zaujímala, byly jen a jen účelové – aby ulevila přeleželé ruce, aby se mohla opřít zády o zeď, aby dosáhla na víno – a tím, že mi přitom odhalovala všechno, ukazovala pouze to, jak naprosto kašle na mou nežádoucí přítomnost. V jedné chvíli si dokonce slyšitelně upšoukla, aniž bych jí přitom stál třeba jen za omluvný úsměv. Nos se mi plnil ponížením. Nevydržel jsem to: „Vůně ženy,“ řekl jsem s neskrývaným pohrdáním. To ji doslova rozběsnilo: „Tak vypadni! Slyšíš? Vypadni! Nikdo se tě neprosil, abys tu byl!“
 str. 61, kap. IV. 3.
Text obsahuje v některých pasážích velké množství citátů jiných autorů, stejně jako mnoho slov psaných kurzívou:
Jsem nešťastný? Víceméně nejsem. Jednoduše jí teda ukážu, jak to dělám:
Snažím se pátrat po dobrých znameních. (Doctorow) Snažím se milovat život víc než jeho smysl. (Dostojevský)
Snažím se vyloupnout ze svých již prožitých let ustálenou sedlinu zvyků a vášní, které pro sebe mohu považovat za příznačné a trvalé, a o ty pak dbám především, aby mi život, jaký jsem si zvolil, přinášel radost. (Proust)
Snažím se neztrácet smysl pro humor, protože jedině vtip nás může smířit s groteskou života (S. J. Lec) a protože dokavaď se člověk může chechtat, je pořád v bezpečí. (K. Kesey)
Snažím se dodržovat jistá pravidla, protože pravidla jsou to jediné, co máme. (Golding)
Snažím se schvalovat každý výklad světa, který vede k laskavosti (Šimečka), a nesnažím se číst všechno a rozumět všemu, protože nedostatek vzdělání může být i pramenem síly a klidu (Italo Svevo), a to tím spíše, že všechno, co člověk potřebuje znát, se naučil v mateřské školce. (Fulghum)
Snažím se mít se rád a snažím se pokaždé co nejrychleji zapomenout, kterou stranu by volili někteří mí přátelé.
str. 59, kap. IV. 3.
Samotný děj je prokládán autorovými poznámky k tvorbě románu:
Součástí programového systému Windows, ve kterém tuto knihu píšu, je kromě jiného také příkaz automatické uspořádání (Automatické uspořádání ocení všichni puntičkáři a vůbec ti, kdo nemají rádi chaos. Michael Hruška, Windows 3.1) – nedělám náhodou totéž, když všechen ten chaos v její hlavě třídím do přehledných kapitol?
str. 53, kap. IV. 1.
Rozdíl mezi autorem a hlavním představitelem románu je smazán:
Včera jsem pod vlivem staršího článku Přemysla Ruta Egoismus jako umělecký směr opětovně zvažoval onu trapnou skutečnost, že jsem se samozvaně učinil protagonistou této knihy. Zkoušel jsem to dokonce s vyprávěním ve třetí osobě: Kvido se vrátil z výchovného koncertu na pokraji vyčerpání. „Děkuji za kávu, paní Králová,“ řekl způsobně Kvido. O Beátině sebevraždě se Kvido dozvěděl v noci po návratu z Dánska, vyťukal jsem zkusmo. Potom jsem si to po sobě přečetl. Okamžitě mi bylo jasné, že takhle to nepůjde. Co je to za idiota, ten Kvido? Co si o sobě vůbec myslí?
str. 77, kap. V. 2.

## Filmová adaptace
V roce 1997 režisér Petr Koliha, natočil podle románu stejnojmenný film. V hlavních rolích učinkují Aňa Geislerová (Beáta), Ondřej Pavelka (Oskar) a Milan Lasica (Karel Král).. Až na drobnosti se film drží původní knižní předlohy.